# Bienes comunes de conocimiento
El término bienes comunes de conocimiento, también conocido como conocimiento común o conocimiento compartido, se refiere a la información, los datos y el contenido que una comunidad de usuarios posee y administra colectivamente, particularmente a través de Internet. Lo que distingue un bien común de conocimiento de un bien común de recursos físicos compartidos es que los recursos digitales no son sustraibles; es decir, múltiples usuarios pueden acceder a los mismos recursos digitales sin afectar su cantidad o calidad.

## Antecedentes conceptuales
El término 'bienes comunes' se deriva del sistema económico medieval de los bienes comunes. El conocimiento común es un modelo para una serie de dominios, incluidos los recursos educativos abiertos como MIT OpenCourseWare, medios digitales gratuitos como Wikipedia, Creative Commons : arte con licencia, investigación de código abierto, y colecciones científicas abiertas. como la Public Library of Science o Science Commons, el software libre y el Diseño Abierto . Según la investigación de Charlotte Hess y Elinor Ostrom, el trasfondo conceptual de los bienes comunes del conocimiento abarca dos historias intelectuales: primero, una tradición europea de luchar contra el cerco de los "bienes comunes intangibles de la mente", amenazados por la expansión derechos de propiedad intelectual y privatización del conocimiento. En segundo lugar, una tradición arraigada en los Estados Unidos, que ve los comunes del conocimiento como un espacio compartido que permite la libertad de expresión y las prácticas democráticas, y que está en la tradición del movimiento de los bienes comunes de la ciudad y la producción de trabajo académico basada en los bienes comunes, ciencia abierta, bibliotecas abiertas y acción colectiva.
La producción de obras en los bienes comunes del conocimiento a menudo está impulsada por la inteligencia colectiva, respectivamente, la sabiduría de las multitudes y está relacionada con el comunismo del conocimiento tal como lo definió Robert K. Merton, según el cual los científicos renuncian a los derechos de propiedad intelectual a cambio de reconocimiento y estima.
Ferenc Gyuris argumenta que es importante distinguir "información" de "conocimiento" al definir el término "bienes comunes de conocimiento". Sostiene que "el conocimiento como un recurso compartido" requiere que la información sea accesible y que los receptores potenciales sean capaces y estén dispuestos a internalizarla como "conocimiento". “Por lo tanto, el conocimiento no puede convertirse en un recurso compartido sin un conjunto complejo de instituciones y prácticas que brinden la oportunidad a los posibles destinatarios de adquirir las habilidades y la voluntad necesarias”.

## Copyleft
Las licencias copyleft son instituciones que respaldan un conocimiento común de software ejecutable. Las licencias copyleft otorgan a los licenciatarios todos los derechos necesarios, como el derecho a estudiar, usar, cambiar y redistribuir, con la condición de que todas las obras futuras que se basen en la licencia vuelvan a ser comunes. Las aplicaciones populares del principio 'copyleft' son las licencias de software GNU (GPL, LGPL y GFDL de Free Software Foundation) y las licencias compartidas bajo creative commons.